# María (迷你專輯)
《María》是南韓女歌手、MAMAMOO成員華莎的首張個人迷你專輯，收錄共7首歌曲，於2020年6月25日由RBW發行，主打歌為《María》。專輯名稱是以她的受洗名稱「Maria」命名，講述了她想要向大眾以及自己講述的珍貴故事，專輯同名主打歌是華莎與專輯總製作人朴㥥潒共同創作，為了安慰在惡評中飽受折磨的自己所寫，講述為了沒有怨恨的理由、沒有傷痛的病名，碌碌無為卻珍貴的我的人生，放聲痛哭後重新站起來，邁開步伐前進的歌曲。。

## 背景
2020年6月1日，經紀公司宣佈華莎正在準備個人新專輯，預定於6月底時發行。同月15日，RBW宣布華莎將發行首張個人迷你專輯《María》，同時公開了預告畫報。而同月22日，RBW公開華莎《Maria》的專輯曲目表中，公佈了收錄的7首歌曲，當中包括去年發行的第一首個人單曲《Twit》。這張專輯中，華莎參與了大部分歌曲作詞創作，《Kidding》邀請Zico製作和知名作詞人金伊娜填詞，《I'm bad too》則邀請DPR live進行合唱。

## 音樂錄影帶
此專輯一共有4支MV，包括2019年單曲《TWIT (멍청이) （页面存档备份，存于）》。2020年6月宣佈回歸後，首支MV《Intro: Nobody Else （页面存档备份，存于）》在6月16日釋出，剪輯了華莎與 MAMAMOO 成員們在舞台魅力四射的模樣，以及平時工作的日常面貌，並穿插她獨自前往野外探索自我、從覺得「我不知道自己在幹麼 / 似乎完全沒人愛我」的低潮，轉換為「何不愛自己 / 保持微笑吧」的心路歷程。而同名主打曲MV《Maria (마리아) （页面存档备份，存于）》於6月25日釋出。收錄曲MV《LMM （页面存档备份，存于）》則於7月16日
釋出，此MV是與HOBIN film 的浩斌 (호빈) 導演合作，在自然的廣闊感充滿生動感的鬱陵島美麗的風景下，以不同的構成與拍攝方式，展現出與主打歌完全不同的面貌。
2020年10月1日，主打歌《Maria (마리아)》在MAMAMOO官方頻道與1thek頻道點閱率合計破億。

## 曲目
| 《María》 | 《María》                     | 《María》                          | 《María》                          | 《María》                     | 《María》 |
| 曲序      | 曲目                          |                                    | 作曲                               | 编曲                          | 时长      |
| --------- | ----------------------------- | ---------------------------------- | ---------------------------------- | ----------------------------- | --------- |
| 1.        | Intro : Nobody Else           | 朴㥥潒(RBW)                        | 朴㥥潒(RBW)                        | 朴㥥潒(RBW)                   | 1:58      |
| 2.        | 마리아 (Maria)                | 朴㥥潒(RBW) 華莎                   | 朴㥥潒(RBW) 華莎                   | 朴㥥潒(RBW)                   | 3:19      |
| 3.        | Kidding（Prod. ZICO）         | 金伊娜 Zico                        | Zico poptime 華莎                  | Zico poptime                  | 2:46      |
| 4.        | WHY                           | 華莎 Cosmic Sound(RBW) Cosmic Girl | 華莎 Cosmic Sound(RBW) Cosmic Girl | Cosmic Sound(RBW) Cosmic Girl | 3:22      |
| 5.        | I'm bad too（feat. DPR LIVE） | 朴㥥潒(RBW) DPR LIVE               | 朴㥥潒(RBW)                        | 朴㥥潒(RBW)                   | 2:13      |
| 6.        | LMM                           | 華莎 朴㥥潒(RBW)                   | 華莎 朴㥥潒(RBW)                   | 朴㥥潒(RBW)                   | 4:42      |
| 7.        | 멍청이 (twit)                 | 金度勳(RBW) 朴㥥潒(RBW) 華莎       | 金度勳(RBW) 朴㥥潒(RBW) 華莎       | 金度勳(RBW) 朴㥥潒(RBW)       | 3:11      |
| 总时长：  | 总时长：                      | 总时长：                           | 总时长：                           | 总时长：                      | 21:31     |

## 商業成績及反響
專輯發行後，同名主打歌《María》發行後登上Melon、Genie、Soribada和Naver音源榜及20個國家地區iTunes專輯榜一位，並成為首位登上美國iTunes排行榜一位的韓國Solo女歌手，而《Maria》的MV也是Youtube全球熱門影片的第2位。

## 排行榜
| 排行榜（2020年）         | 峰值 |
| ------------------------ | ---- |
| 韓國專輯榜（Gaon音樂榜） | 5    |
| 韓國單曲榜（Gaon音樂榜） | 2    |
| 韓國下載榜（Gaon音樂榜） | 2    |
| 韓國串流榜（Gaon音樂榜） | 2    |
| 臺灣日韓榜（5大唱片）    | 2    |
| 《告示牌》世界專輯榜     | 7    |
| 《告示牌》韓國百強單曲   | 2    |

| 排行榜（2020年）         | 峰值 |
| ------------------------ | ---- |
| 韓國專輯榜（Gaon音樂榜） | 18   |
| 韓國單曲榜（Gaon音樂榜） | 2    |
| 韓國下載榜（Gaon音樂榜） | 2    |
| 韓國串流榜（Gaon音樂榜） | 2    |

## 榮譽

### 音樂節目一位
| 年份   | 日期    | 電視台 | 節目名稱       | 獲獎歌曲 | 排名 |
| ------ | ------- | ------ | -------------- | -------- | ---- |
| 2019年 | 3月2日  | MBC    | Show! 音樂中心 | TWIT     | 1位  |
| 2019年 | 3月16日 | MBC    | Show! 音樂中心 | TWIT     | 1位  |
| 2020年 | 7月26日 | SBS    | 人氣歌謠       | Maria    | 1位  |
| 2020年 | 8月2日  | SBS    | 人氣歌謠       | Maria    | 1位  |
| 2020年 | 8月7日  | KBS    | 音樂銀行       | Maria    | 1位  |
| 2020年 | 8月9日  | SBS    | 人氣歌謠       | Maria    | 1位  |
| 2020年 | 8月21日 | KBS    | 音樂銀行       | Maria    | 1位  |